# قائمة أنواع العرقون
يوجد عدة أنواع من جنس العرقون:	 
- عرقون إسفيني (الاسم العلمي: Euphrasia cuneata)
- عرقون إيراني (الاسم العلمي: Euphrasia iranica)
- عرقون أبيض (الاسم العلمي: Euphrasia alba)
- عرقون أصفر (الاسم العلمي: Euphrasia flavescens)
- عرقون ألبي (الاسم العلمي: Euphrasia alpina)
- عرقون بوتاني (الاسم العلمي: Euphrasia bhutanica)
- عرقون ثلاثي الأقسام (الاسم العلمي: Euphrasia trifida)
- عرقون جنوبي (الاسم العلمي: Euphrasia australis)
- عرقون خشن (الاسم العلمي: Euphrasia scabra)
- عرقون خمري (الاسم العلمي: Euphrasia vinacea)
- عرقون رائع (الاسم العلمي: Euphrasia mirabilis)
- عرقون ربيعي (الاسم العلمي: Euphrasia vernalis)
- عرقون زاحف (الاسم العلمي: Euphrasia repens)
- عرقون زغبي (الاسم العلمي: Euphrasia pubescens)
- عرقون سيبيري (الاسم العلمي: Euphrasia sibirica)
- عرقون صغير (الاسم العلمي: Euphrasia minima)
- عرقون صغير الثمر (الاسم العلمي: Euphrasia microcarpa)
- عرقون صغير الورق (الاسم العلمي: Euphrasia microphylla)
- عرقون صنوبري الأوراق (الاسم العلمي: Euphrasia pinifolia)
- عرقون ضعيف (الاسم العلمي: Euphrasia debilis)
- عرقون طحلباني (الاسم العلمي: Euphrasia muscosa)
- عرقون قطبي (الاسم العلمي: Euphrasia arctica)
- عرقون كثيف الزهر (الاسم العلمي: Euphrasia densiflora)
- عرقون كشميري (الاسم العلمي: Euphrasia kashmiriana)
- عرقون لين (الاسم العلمي: Euphrasia mollis)
- عرقون متعدد الأزهار (الاسم العلمي: Euphrasia multiflora)
- عرقون متعدد الأوراق (الاسم العلمي: Euphrasia multifolia)
- عرقون محزز (الاسم العلمي: Euphrasia incisa)
- عرقون مخطط (الاسم العلمي: Euphrasia striata)
- عرقون مستدير الأوراق (الاسم العلمي: Euphrasia rotundifolia)
- عرقون مميز (الاسم العلمي: Euphrasia insignis)
- عرقون منتصب (الاسم العلمي: Euphrasia stricta)
- عرقون منظاري (الاسم العلمي: Euphrasia spectabilis)
- عرقون منقط (الاسم العلمي: Euphrasia picta)
- عرقون نيبالي (الاسم العلمي: Euphrasia nepalensis)